# Battaglia dell'Authion (1793)
La battaglia dell'Authion si combatté il 12 giugno 1793, tra l'esercito piemontese e l'esercito rivoluzionario francese, nell'ambito delle guerre della Prima coalizione e si concluse con il respingimento delle truppe francesi. I giacobini avevano proclamato unilateralmente, in contemporanea con la repubblica, l’annessione della contea di Nizza ma la val Roja, protetta naturalmente dall’Authion, rimase al governo piemontese.

## Contesto storico
Il 1792 era un anno di profonda tensione politica in Francia. Dopo la tentata fuga della famiglia reale dell'anno precedente, la popolarità e il potere esercitato dal re Luigi XVI vennero messi sempre più alla prova, fino a che, il 13 agosto, venne ufficialmente arrestato ed il 22 settembre la Repubblica venne proclamata.
La situazione degenerò rapidamente in guerra aperta tra Austria, Prussia e Francia. I repubblicani tentarono, inviando degli agenti segreti alla corte di Torino, di trovare un accordo con il re Vittorio Amedeo III: speravano di convincerlo ad entrare in guerra al loro fianco, di ottenere il libero passaggio sul Piemonte, così da poter attaccare la Lombardia, o quantomeno di assicurarsi la sua neutralità. Il re, però, si era convinto a non voler nemmeno udire le proposte dei francesi: non si fidava di loro e temeva le ripercussioni dell'Austria, che aveva già mobilitato le proprie truppe nel Tirolo e le stava spostando in direzione del Piemonte.
Quando uno dei ministri francesi, Sémonville, si apprestava ad entrare in Piemonte per parlare personalmente con il re, venne fermato il 19 aprile ad Alessandria dal governatore, il conte Solaro, su diretto ordine di Vittorio Amedeo. Da circa un anno ai cittadini stranieri era richiesto uno speciale passaporto per poter transitare in Piemonte e Sémonville non ne era ovviamente in possesso. Solaro, pur agendo con estremo garbo e cortesia, lo intimò a non proseguire oltre, anzi, fece capire che sarebbe stato opportuno allontanarsi dal Piemonte. Sémonville fece immediatamente ritorno a Genova. Nonostante l'estrema cortesia dimostrata dal conte Solaro, la vicenda non passò inosservata in Francia. Lo sdegno per l'accoglienza riservata a Sémonville, in quel momento ambasciatore di Francia, fu tale che Dumoriez, all'epoca ancora un ministro, fece leva affinché si dichiarasse guerra al Regno di Sardegna. Il ministro francese premeva affinché un esercito entrasse nel territorio della Savoia prima del 15 maggio, ma venne dissuaso dagli ufficiali del luogo, che lo informavano che non vi erano ancora uomini e mezzi sufficienti per compiere tale operazione e di attendere almeno un paio di mesi. Nel settembre 1792, i due stati entrarono ufficialmente in guerra.

## Antefatti

### L'invasione di Nizza e della Savoia
Il 10 settembre il consiglio provvisorio aveva dato ordine al generale Montesquiou di prepararsi per attaccare i piemontesi: l'ordine era di radunare la sue forze nel Delfinato, attaccare la Savoia  e cacciare le truppe sabaude oltre le Alpi. La Savoia, difficilmente difendibile, venne presto conquistata dalle forze francesi, mentre le truppe piemontesi facevano ritorno oltralpe passando per la Val d'Aosta. Montesquiou fece annunciare l'arrivo del suo esercito come se fossero dei liberatori, venuti a togliere dal dominio piemontese le terre della Savoia. La popolazione locale si schierò rapidamente e numerosa in favore della causa repubblicana.

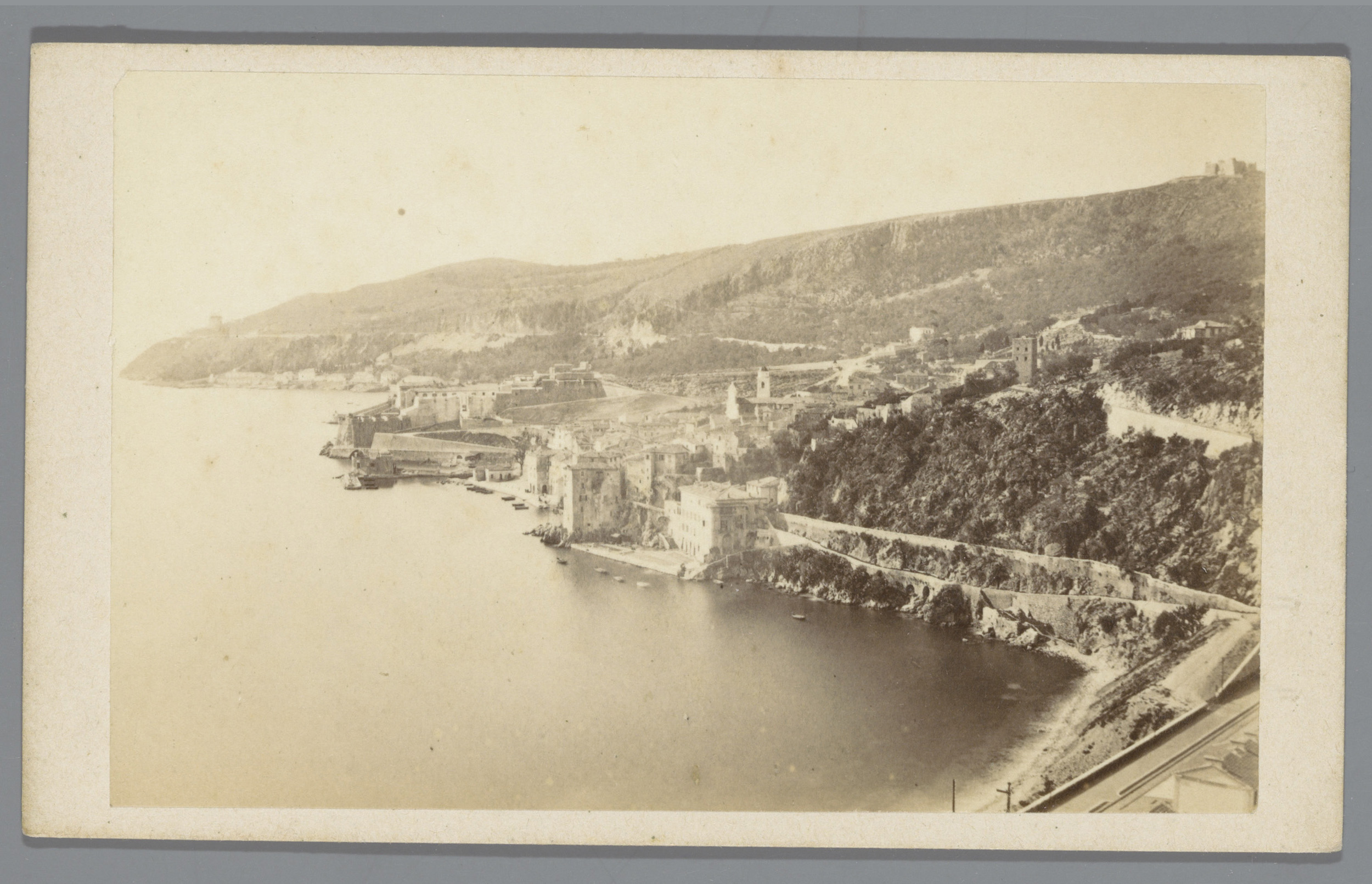
Fotografia di Villafranca nell'Ottocento

La conquista del Nizzardo iniziò con altrettanta celerità: le prime truppe repubblicane, sotto il comandante d'Anselme, avevano attraversato il Var il 23 settembre. D'Anselme, che aveva con sé solo 10000 uomini, fece circolare la notizia che la sua avanguardia ne avesse il quadruplo. La voce si diffuse, causando il panico tra le forze sabaude, che il 28 settembre scapparono verso le posizioni più sicure di Saorgio. Senza sparare alcun colpo, il 29 settembre si presentarono a Nizza e la occuparono.  Minacciarono la conquista della fortezza di Villafranca, dove il colonnello Cacciardi si arrese senza troppa resistenza. Prese Nizza, Villafranca e Montalbano, le forze francesi si spinsero nella val di Roia, dove furono costrette a fermarsi a Saorgio. Il castello rappresentava un punto focale per l'avanzata francese e la difesa piemontese, dato che bloccava l'accesso al Colle di Tenda, e fu ambito di ripetuti scontri. Non era pensabile prenderlo con un assalto frontale ed era quasi impossibile da aggirare. Inizialmente occupato dai francesi, venne preso da austriaci e piemontesi, che giunti in forze lo assaltarono e presero assieme Sospello. Solo l'arrivo di ulteriori rinforzi permise ai francesi di riprenderlo. In seguito ad una piena torrenziale, un distaccamento del corpo di d'Anselme rimase isolato nei pressi di Levenzo: i cittadini, fortemente ostili alla presenza dei francesi, che nel frattempo si erano dati alle razzie e ai saccheggi, unitamente alle regolari forze piemontesi, ne fecero strage.

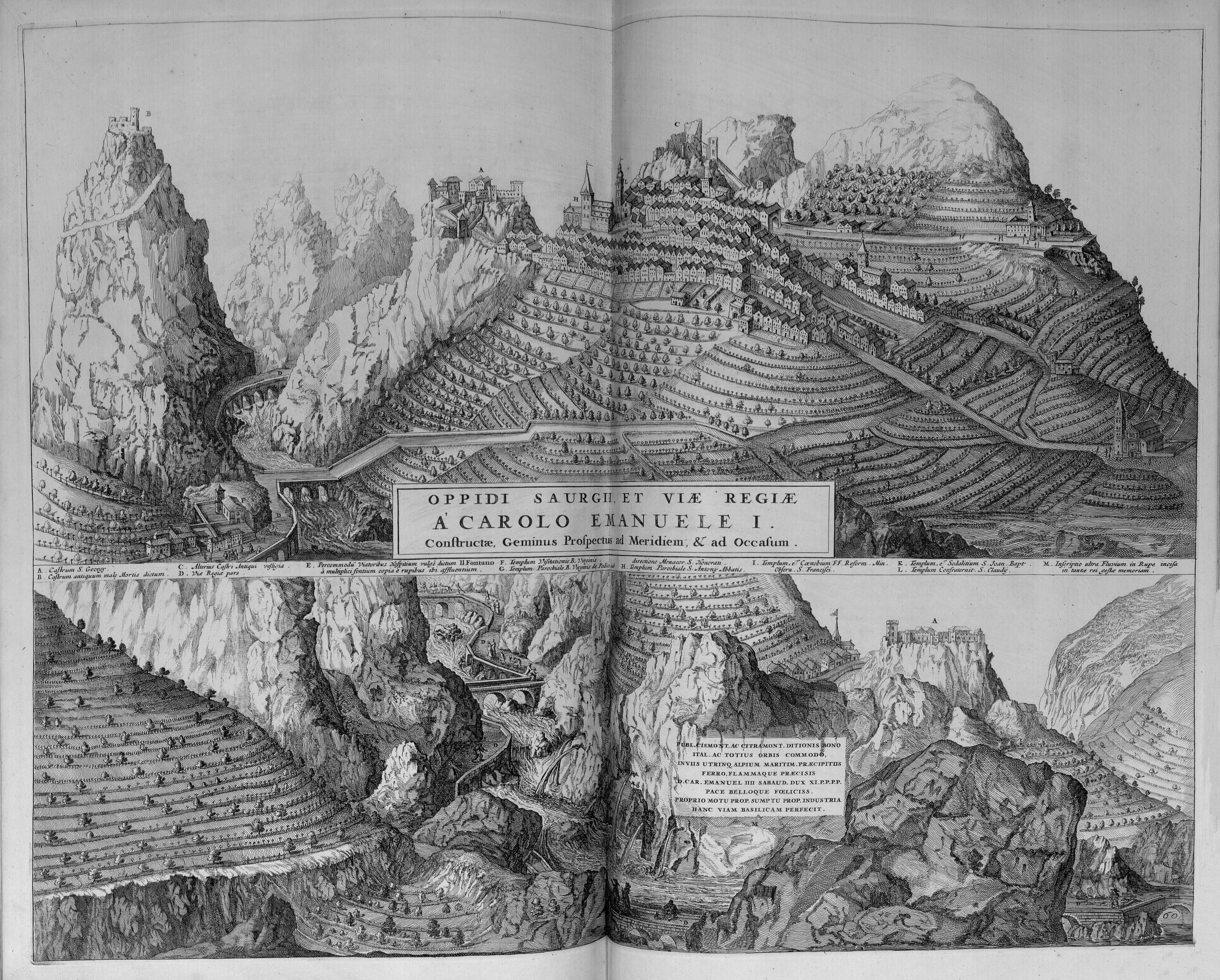
Saorgio nel 1726

Nel tentativo di far credere che un folto gruppo di rinforzi austriaci fosse giunto a rafforzare le posizioni piemontesi nei pressi di Saorgio e dell'Authion, il re Vittorio Amedeo III inviò alcuni battaglioni imperiali verso Nizza, al comando del conte Carlo Thaon di Sant'Andrea, ufficiale nizzardo che aveva servito nella guerra di successione austriaca. Avanzando verso Saorgio da Sospello, costringendo il generale Brunet ad abbandonare sia la cittadina sia il Colle di Brauss. Anselme si fece nuovamente avanti e li riprese ma, resosi conto di non avere di fronte più il precedente avversario, l'anziano generale svizzero De Courten, decise che era meglio mantenere i suoi uomini compatti, rinunciando a Sospello, immediatamente ripresa da Sant'Andrea, e mantenendo solo il possesso del colle di Brauss. L'arrivo delle nevi invernali pose fine ad ulteriori iniziative da ambe le parti fino all'anno successivo.

### Operazioni del 1793

Mappa della Contea di Nizza

Durante l'assenza del generale d'Anselme, Brunet approfittò del ruolo temporaneamente affidatogli per riordinare la massa di reggimenti e volontari sotto il suo comando: nasceva così l'Armata d'Italia. Già da quei primi mesi del 1792 si intravedevano i problemi che l'avrebbero afflitta per lunghi anni: i volontari non avevano la benché minima disciplina ed gli ufficiali non erano da meno. Episodi di aperta ostilità tra gruppi di ufficiali erano all'ordine del giorno.
Il generale Sant'Andrea, con circa 12000 uomini e 3000 barbet, rimase incaricato di difendere la linea di Saorgio e di minacciare Nizza. La sua posizione principale era data dagli accampamenti di Milleforche e Raus mentre le sue avanguardie tenevano ancora Sospello, Molinetto, Lucerame, Lantosca e Utello. L'esercito francese si trovò stretto a Braus, Scarena, Levenzo e Nizza.
Le operazioni ripresero con l'arrivo del nuovo comandante Biron. Egli decise di passare immediatamente all' offensiva per poter estendere le conquiste francesi dell'anno precedente. Nel frattempo, la Contea di Nizza era stata annessa alla Francia da un atto della Convenzione. Biron decise di attaccare Sospello il 13 febbraio e di salire la valle del Vesubia il 28, per scacciare gli austro-sardi dalla valle di San Martino. In entrambi i casi, le operazioni terminarono con un successo. Inizialmente, si sperava che non ci dovessero essere altre operazioni in inverno, ma così non fu: il 12 marzo, Brunet decise di lanciare un'operazione contro Molinetto, dove si erano arroccate le truppe piemontesi. I soldati francesi, tra cui Sérurier, marciarono su scarpate innevate, dove la neve giungeva sino al bacino, e presero il villaggio dopo un accanito combattimento. Nel rapporto di Brunet, viene citata l'esemplare condotta di Sérurier.
A maggio, Biron venne spostato in Vandea e Dagobert, il suo secondo in comando, venne inviato sui Pirenei. Il comando dell'Armata d'Italia passò quindi a Brunet, seppur rimanendo subordinato a Kellermann, comandante dell'Armata delle Alpi. A partire dal 1 giugno, Brunet, consapevole della propria superiorità numerica, fece effettuare delle ricognizioni per valutare le forze del nemico a Milleforche e Raus dai generali Sérurier e Micas, con lo scopo di attaccarli a breve.

### L'offensiva dell'8 giugno
Preoccupato dall'avvistamento di navi spagnole nelle acque di fronte a Nizza, Brunet decise di affrettare l'attacco, per cacciare immediatamente gli austro-piemontesi oltre alle Alpi e poter fronteggiare la minaccia posta alla città senza altre preoccupazioni. Queste furono le disposizioni date per il giorno 8 giugno: Dumerbion avrebbe impegnato la destra del conte Sant'Andrea sui colli di Braus, Pérus e Liniéres; Brunet stesso si era riservato l'assalto al Milleforche mentre Sérurier, partendo da Belvedere avrebbe dovuto stabilirsi sulla cima di Raus e tagliare la ritirata del centro e della sinistra dell'esercito nemico.

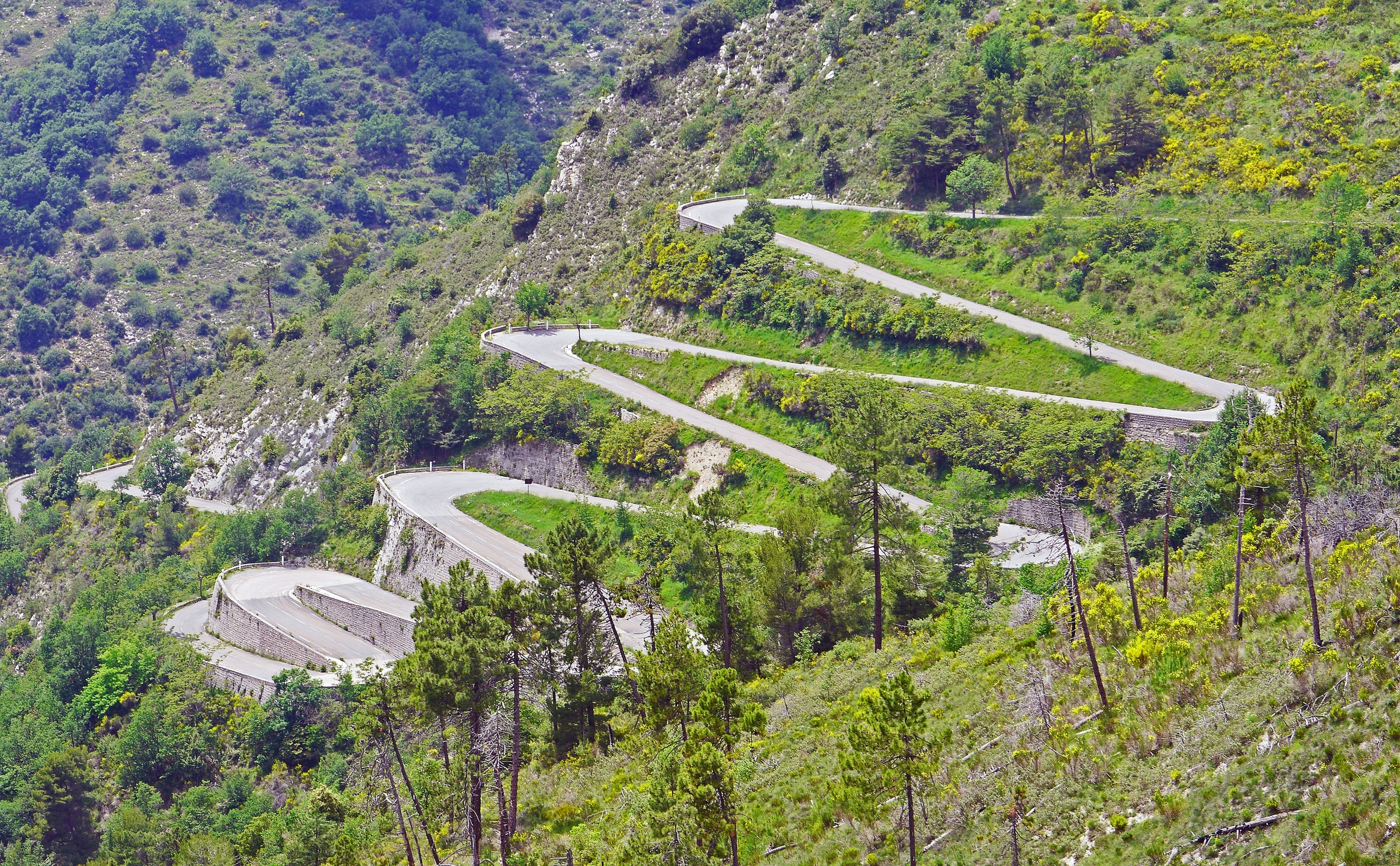
Col du Braus oggi

Dumerbion, impegnando le sue truppe più a fondo di quanto era stato prescritto, cacciò il conte di Sant'Andrea dai tre passi e lo costrinse a ritirarsi a Saorgio. Al centro, i soldati del generale Ortomann e del generale Gardanne, sotto la guida di Brunet, presero Molinetto e l'accampamento del Donjon, ma non riuscirono a forzare gli accampamenti di Raus e del Milleforche. Si sperava che la colonna di sinistra, guidata da Sérurier, forzasse le alte cime del Raus, ma ciò non accadde: Sérurier, che non disponeva di uomini sufficienti, fallì nei suoi attacchi e l'Armata d'Italia dovette fermarsi nelle poche posizioni conquistate.
La continua presenza di navi spagnole di fronte al litorale nizzardo mise in agitazione non solo la popolazione locale ma anche la Convenzione, che richiedeva una vittoria decisiva per cacciare gli austro-piemontesi e respingerli definitivamente oltre alle Alpi. Incalzato dai suoi detrattori, Brunet vide come unica speranza di avere salva la propria testa quella di ingaggiare nuovamente il nemico in battaglia. Ad osservare gli eventi per conto della Convenzione di era Barras. Brunet chiese di poter rimandare l'attacco a causa delle pessime condizioni meteorologiche, ma questo gli venne negato.

## Lo scontro
Il duca del Chiablese rimase a difesa di Saorgio. La parte destra dello schieramento austro-piemontese, che presidiava l'altopiano dell'Authion, era al comando del generale Luigi Leonardo Colli e contava su circa 4 000 uomini tra militari d'ordinanza e di milizia. Piuttosto scarsa era la dotazione di artiglieria. La sinistra, forte di 8 500 uomini, era imperniata sul campo trincerato di Brouis e comandata da Carlo Thaon di Sant'Andrea. Dellera invece proteggeva il Milleforche ed il Raus.
I francesi contavano su circa 18 000 soldati. Gli assalti principali vennero guidati da Miakouski, che dirigeva le truppe francesi sull'Authion e da Sérurier, che invece guidava l'assalto al Milleforche. Spronati dai risultati alterni dei giorni precedenti, i francesi riportarono alcuni progressi a Liniéres e sul Pérus. Le forze di Sérurier iniziarono a salire il Milleforche, ma vennero bersagliati dal fuoco dei moschetti piemontesi. I francesi, nonostante il fuoco nemico e le perdite subite, continuarono a risalire la montagna. Intervenne allora un corpo di granatieri piemontesi, che ingaggiò le forze di Sérurier in un combattimento alla baionetta. L'assalto francese venne respinto tra la pioggia e i fulmini, che avevano ricominciato a cadere. Un nuovo tentativo di riprendere le trincee fu fatto ma nuovamente i granatieri piemontesi intervennero ed eroicamente bloccarono l'avanzata francese.
Le forze di Miakouski, giunte in ritardo sull'Authion per colpa di alcune opere di difesa che ne avevano rallentato la marcia, furono accolte da una pioggia di colpi. Iniziata la scalata, furono accolti dai cacciatori piemontesi nello stesso modo in cui i granatieri avevano fatto sul Milleforche. A differenza del caso precedente, su un sentiero erroneamente ritenuto troppo impervi per essere percorso, una colonna di fanti francesi era riuscita a raggiungere la ridotta dell'Authion ed aveva ingaggiato lo scontro con i cannonieri piemontesi, uccidendoli e prendendo possesso dei cannoni della ridotta. Fu un atto tanto eroico quanto improvvisato a salvare i piemontesi: il capitano Costantino Vayra, il sergente Chiodo e l'artigliere Pavetti rivolsero i due cannoni ancora in loro possesso contro i francesi e li colpirono, per poi lanciarsi personalmente all'attacco contro gli invasori. Giunse poi la fanteria a sgombrare il posto dalle residue forze repubblicane. Parallelamente a quanto stava accadendo sulla ridotta, le altre forze francesi all'assalto attaccarono e per tre volte consecutive vennero respinte. Demoralizzate e confuse, scompigliarono l'ordine delle riserve, con i soli granatieri di Miakouski ad aver mantenuto l'ordine. Brunet, vedendo che le sue forze non riuscivano a scardinare le difese piemontesi ed austriache, invocò la ritirata.

## Conseguenze
La stima dei caduti nello schieramento austro-piemontese nelle due battaglie di giugno varia tra le 1200 e le 2400 vittime, mentre le perdite francesi furono presumibilmente più di 3000. Lo stesso Carlo Thaon di Sant'Andrea venne ferito durante i combattimenti.
Da un punto di vista militare, la vittoria sull'Authion permise alle truppe della coalizione di mantenere le proprie forze in una posizione vantaggiosa, tenendo bloccata l'Armata d'Italia a protezione di Nizza ed impedendo l'avanzata sia verso il Colle di Tenda sia verso Genova. Significativi sviluppi sul fronte si avranno solo quando le forze del generale Massena, adottando un piano escogitato da Napoleone Bonaparte, riusciranno ad aggirare Saorgio e a mettere in fuga gli austro-piemontesi.
Per Brunet, invece, la situazione degradò rapidamente: sfruttando i suoi natali nobili, venne ingiustamente accusato dai suoi detrattori del fallimento dell'attacco sull'Authion e di aver cooperato con le insurrezioni lealiste di Lione e Tolone, nella fattispecie di aver intrattenuto dei rapporti epistolari con i capi della rivolta della seconda città. Venne arrestato e prima dell'inizio del 1794 venne ghigliottinato.